# 5374 Hokutosei
5374 Hokutosei è un asteroide della fascia principale del diametro medio di circa 31,06 km. Scoperto nel 1989, presenta un'orbita caratterizzata da un semiasse maggiore pari a 3,1784072 UA e da un'eccentricità di 0,0894838, inclinata di 12,27655° rispetto all'eclittica.